# 恐龍大將軍
大將軍即恐龍大將軍，是供奉於台南市學甲區侯府天鳳宮，相傳為侯府千歲所收服的動物靈，外型類似哥吉拉。

## 傳說
據廟方宮主敘述，身體曾出現一些無法痊癒的怪病，於是跟廟裡神明請示，當晚夢到一隻恐龍精朝他噴火，不久侯府千歲現身，和恐龍精纏鬥並將之擊退。之後有信徒的小孩半夜上廁所時，曾目擊該怪物，確認後得知，其外型宛如哥吉拉。廟方人員敘述，侯府千歲指示恐龍已在當地修行多年，希望引祂進廟，共享香火。後來，恐龍又透過託夢，要求雕刻金身，從此供奉在廟內至今。

## 焚毀
2024年11月11日，侯府天鳳宮發生火警，導致廟內多尊神像被毀，其中就包括了恐龍大將軍。